# Feedbacksandwich

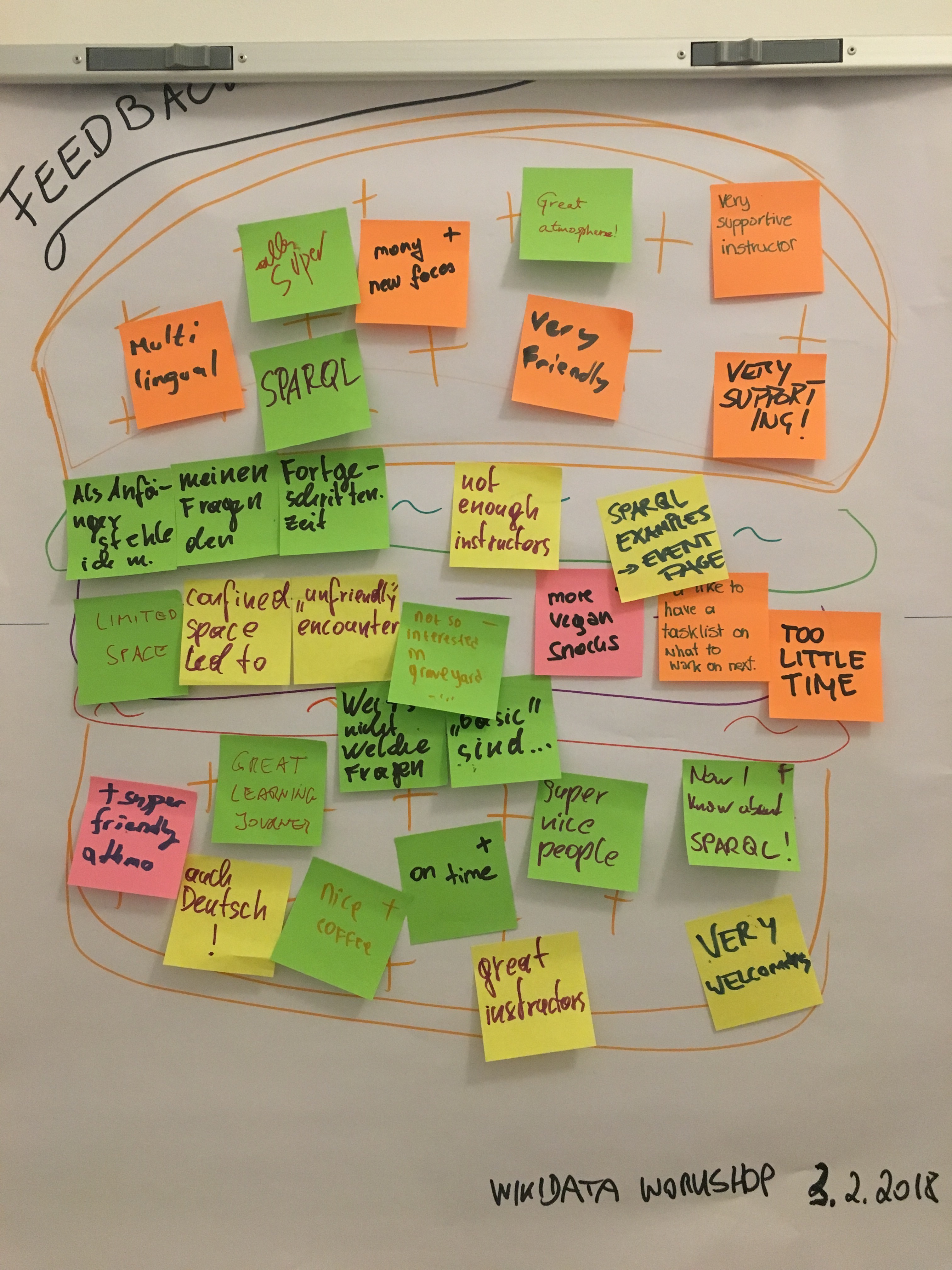
Feedback in Sandwich-Form bei einem Workshop

Ein Feedbacksandwich (auch Lobsandwich, Komplimentsandwich) ist eine rhetorische Technik, bei der im Rahmen eines Feedbacks Kritik zwischen zwei Schichten Lob serviert wird. Dabei wird mit Lob die folgende Kritik eingeleitet und anschließend mit Lob beendet. Wenn das Lob nicht als ernstgemeint wahrgenommen wird, kann ein Feedbacksandwich auch als shit sandwich bezeichnet werden. Alternativ kann ein Feedback-Wrap verwendet werden.